# Sherlock Gnomes
Sherlock Gnomes (también conocido como Gnomeo & Julieta 2: Sherlock Gnomes) es una película de comedia 3D animada por computadora del 2018 dirigida por John Stevenson. Secuela de Gnomeo & Juliet (2011), la película es protagoniza por las voces de James McAvoy , Emily Blunt , Chiwetel Ejiofor , Mary J. Blige y Johnny Depp. Fue producida por Paramount Animation, Metro-Goldwyn-Mayer y Rocket Pictures, con el servicio de animación proporcionado por Mikros Image- Es la primera película de Paramount Animation completamente animada, y la primera película de animación de Metro-Goldwyn-Mayer desde Igor de 2008. La película fue lanzada en los Estados Unidos el 23 de marzo de 2018 por Paramount Pictures . Ha recaudado $ 89 millones en todo el mundo.

## Trama
Sherlock Gnomes y su asistente, Gnome Watson, irrumpen en el museo de historia natural de Londres , donde su némesis, una mascota de pastel llamada Moriarty, tiene como rehenes a los gnomos y planea aplastarlos. Después de una breve batalla, Moriarty es derrotado al ser aplastado por un esqueleto de dinosaurio.
Mientras tanto, Gnomeo y Juliet, así como los otros gnomos, se mudan a Londres. Mientras están allí, Gnomeo y Juliet son declarados los nuevos líderes del jardín. Al darse cuenta de que Juliet lo ha echado a un lado para mejorar el jardín, Gnomeo se va para encontrar una flor como pieza central, pero casi queda atrapado en una tienda, lo que obliga a Juliet a rescatarlo. Gnomeo y Juliet regresan al jardín, pero luego descubren que todos los otros gnomos han desaparecido. Sherlock y Watson aparecen en la escena para investigar, y después de que Gnomeo y Juliet los ayudan a escapar de una inundación en el alcantarillado, Sherlock acuerda que se unan.
Sherlock inspecciona una pista supuestamente dada por Moriarty, quien cree que sobrevivió a su último encuentro, y concluye que la pista los conduce al barrio chino . Encuentran la siguiente pista en el Emporio de Curly Fu, y escapan de un grupo de Maneki-nekos a quienes Sherlock había ofendido previamente. Llegan al museo de historia natural, y Gnomeo sugiere que busquen la clave en el interior, pero Sherlock decide meditar en una galería de arte y Juliet lo sigue. Indignado de que Juliet no confíe en él, Gnomeo va al museo de todos modos, con Watson persiguiéndolo, solo para que una Gárgola secuestrara a Gnomeo, mientras aparentemente aplasta a Watson. Traen a Gnomeo con el resto de los gnomos, y les informa que van a ser aplastados la noche siguiente durante una celebración de fuegos artificiales. Mientras tanto, Sherlock se da cuenta de que la siguiente pista es en el parque real. Él y Juliet se disfrazan como una ardilla para obtener la pista de un perro, y logran evadir al perro en un tractor de césped.
Gnomeo intenta liberar al resto de los gnomos, pero solo él y los Red Goon Gnomes pueden escapar antes de que lleguen las gárgolas para preparar su desaparición. La siguiente pista lleva a Sherlock y Juliet a una tienda de muñecas, donde conocen a su ex prometida, Irene. Resentida con Sherlock, ella los echa, pero permite que Juliet regrese después de que ella se distancia de Sherlock. Irene le da la clave a Juliet, que la lleva a ella y a Sherlock a Traitor's Gate en la Torre de Londres. Sin embargo, descubren que Watson era aparentemente la verdadera mente maestra. Él revela que fingió ser Moriarty para comunicarse con Sherlock, quien no respetó ni mostró aprecio por él, y supuestamente tiene a los gnomos bajo custodia, solo para encontrarlos desaparecidos. Las Gárgolas luego revelan que nunca trabajaron para Watson, y se deshacen de Sherlock, Watson y Juliet en un barco.
Sherlock se da cuenta de que los gnomos están retenidos en la parte inferior del Tower Bridge con relleno de tarta, y el grupo descubre que Moriarty realmente estaba detrás de todo y planea destrozar a los gnomos con el puente cuando se levanta. Afirma que, después de presenciar el maltrato de Watson por parte de Sherlock, hizo que las Gárgolas pretendieran trabajar para Watson para que pudieran ver su mapa e identificar dónde vivían todos los gnomos. Sherlock y Watson acuerdan trabajar juntos por última vez para salvar a los gnomos, y ellos y Juliet se dirigen hacia el puente en un dron .
Gnomeo es capaz de detener la apertura del puente al hacer que los Gnomos de Red Goon aparentaran ser humanos en el puente. Luego se reúne con Juliet, y juntos, derrotan a las Gárgolas atándolas al puente y alumbrando la luz del dron para que sean descubiertas y caigan al río. Watson va a salvar a los gnomos atrapados, y los libera con jabón justo antes de que el puente esté completamente abierto. Moriarty persigue a Sherlock y se lastima la pierna mientras lo hace. Moriarty luego intenta matar a todos como venganza por frustrar su plan, pero Sherlock lo arroja por el puente hacia el río, mientras que Watson lo salva por poco con su bastón. Sherlock, finalmente apreciando a su amigo, se reconcilia con Watson, al igual que Gnomeo y Juliet, y los gnomos disfrutan de los fuegos artificiales.
La siguiente primavera, Gnomeo y Juliet se hacen cargo del jardín, y los gnomos celebran una celebración para ellos, con Irene y los Maneki-nekos presentes. Satisfechos con el aprecio que comparten Gnomeo y Juliet, Sherlock y Watson se van a otra aventura.

## Elenco
- James McAvoy como Gnomeo, el hijo de Lady Bluebury, el marido de Juliet, el mejor amigo de Benny y un gnomo azul homólogo de Romeo Montague.

- Emily Blunt como Juliet, la hija de Lord Redbrick, la esposa de Gnomeo, la mejor amiga de Nanette y la contraparte del gnomo rojo de Juliet Capulet.

- Johnny Depp como Sherlock Gnomes, el amigo y ayudante de Gnome Watson, el exnovio de Irene, el archienemigo de Moriarty y un gnomo homólogo de Sherlock Holmes.

- Chiwetel Ejiofor como el Dr. Gnome Watson, amigo y asistente de Sherlock Gnomes y homólogo gnomo del Dr. John Watson.

- Mary J. Blige como Irene, la exnovia de Sherlock, y una muñeca de plástico como Irene Adler.

- Jamie Demetriou como Moriarty, el archienemigo de Sherlock y una mascota de pastel como contraparte del profesor Moriarty.

- Michael Caine como Lord Redbrick, el líder de los gnomos rojos y el padre viudo sobreprotector de Julieta y gnomo homólogo de Lord Capuleto.

- Maggie Smith como Lady Bluebury, la líder de los gnomos azules y la madre viuda de Gnomeo; gnomo homólogo de Lady Montague.

- Ashley Jensen como Nanette, una rana de jardín de plástico con acento escocés , la mejor amiga de Juliet y la novia de París en la primera película ahora es la nueva novia de Benny y su contraparte de ranas jardín para Nurse.

- Matt Lucas como Benny, el mejor amigo impulsivo y alto de Gnomeo, el novio de Call Me Doll en la primera película que es el nuevo novio de Nanette; gnomo homólogo de Benvolio.

- Stephen Merchant como Paris, un gnomo rojo nerd que estaba dispuesto a casarse con Juliet y el novio de Nanette en la primera película y gnomo homólogo del conde de París.

- Julie Walters como la Sra. Montague, la anciana propietaria del jardín. Despreciaba al Sr. Capuleto en la primera película, hasta que ahora se había enamorado y después se convirtió en su esposa.

- Richard Wilson como el Sr. Capuleto, el anciano dueño del jardín. Al principio no le cayó bien a la Sra. Montague en la primera película y ahora está casado con ella misma.

- Julio Bonet como Mankini Gnome, un gnomo rojo en un mankini.

- Kelly Asbury como Red Goon Gnomes; contrapartes de Gregory, Sampson , Anthony y Potpan.

- Ozzy Osbourne como Fawn, un ciervo de jardín.

- Dan Starkey como Teddy Gregson, un homólogo de Tobias Gregson.

- Dexter Fletcher como Reggie, una gárgola.

- James Hong como Salt Shaker.

- John Stevenson como Big Boy Gorila.

- Stephen Wright como operador de puente.

## Producción

### Desarrollo
En marzo de 2012, se informó que la película estaba en desarrollo en Rocket Pictures. Emily Cook, Kathy Greenberg, Andy Riley y Kevin Cecil , cuatro de los nueve escritores de la primera película, debían escribir el guion de la película. Steve Hamilton Shaw y David Furnish produjeron la película, y Elton John, un productor ejecutivo, estaba nuevamente componiendo nuevas canciones para la película. La película presentaría a Sherlock Gnomes, "el mayor detective ornamental" contratado por los personajes de la primera película, que trataría de resolver el misterio de la desaparición de gnomos.
En septiembre de 2012, se informó que John Stevenson , uno de los directores de Kung Fu Panda, se había establecido para dirigir la película. Kelly Asbury, el director de la primera película, no pudo dirigir la secuela debido a que estaba ocupado en Smurfs: The Lost Village para Sony Pictures Animation. Sin embargo, participó en la secuela como asesor creativo y repitió su papel como Red Goon Gnomes.

### Casting
En noviembre de 2015, se anunció que Johnny Depp diría Sherlock Gnomes y que la película se lanzaría el 12 de enero de 2018. [7] McAvoy y Blunt repitieron sus papeles como Gnomeo y Juliet, respectivamente.

### Animación
A diferencia de la primera película, que fue animada por Arc Productions (ahora Jam Filled Toronto ), Sherlock Gnomes fue animado por Mikros Image en Londres y París. Al igual que la primera película, la animación de la película se creó utilizando Maya. Sesenta por ciento del equipo de animación estaba en Londres, y el resto estaba en París. Durante la producción pico, había entre 80 y 100 animadores trabajando en el proyecto. El director de animación Eric Leighton se inspiró en las Puppetoons de George Pal para la animación de los gnomos en la película. Animación adicional fue producida por Reel FX Creative Studios en Dallas, Texas, y la animación de créditos finales fue producida por Studio AKA en Londres.

### Música
Se confirmó que Chris Bacon volvería a marcar la secuela de la primera película, mientras que James Newton Howard no volvió a componer la partitura porque estaba demasiado ocupado trabajando en la música de Bestias fantásticas: los crímenes de Grindelwald . Sin embargo, Howard regresó solo para participar como consultor de música. El álbum de la banda sonora fue lanzado por Virgin EMI Records

## Recepción
Sherlock Gnomes ha recaudado $ 43.2 millones en los Estados Unidos y Canadá, y $ 45.7 millones en otros territorios, por un total mundial de $ 89 millones, contra un presupuesto de producción de $ 59 millones.
En los Estados Unidos y Canadá, Sherlock Gnomes fue lanzado junto con Pacific Rim Uprising , Midnight Sun , Unsane y Paul, Apóstol de Cristo , y se proyectaba que ganara $ 13-18   millones de 3,600 teatros en su fin de semana de apertura. Terminó debutando a $ 10.6 millones, con bajo rendimiento pero aún terminando cuarto en la taquilla.

### Respuesta crítica
En el sitio web agregador de reseñas Rotten Tomatoes , la película tiene una calificación de aprobación del 27% sobre la base de 59 comentarios, y una calificación promedio de 4.5 / 10. El consenso crítico del sitio web dice: " Sherlock Gnomes está tristemente completamente perplejo ante el misterio de la razón de su propia existencia".  En Metacritic , la película tiene un puntaje promedio ponderado de 36 sobre 100, con base en 14 críticas, lo que indica "revisiones generalmente desfavorables".  Las audiencias encuestadas por CinemaScore dieron a la película una calificación promedio de "B +" en una escala de A + a F.